# Willy Wonka

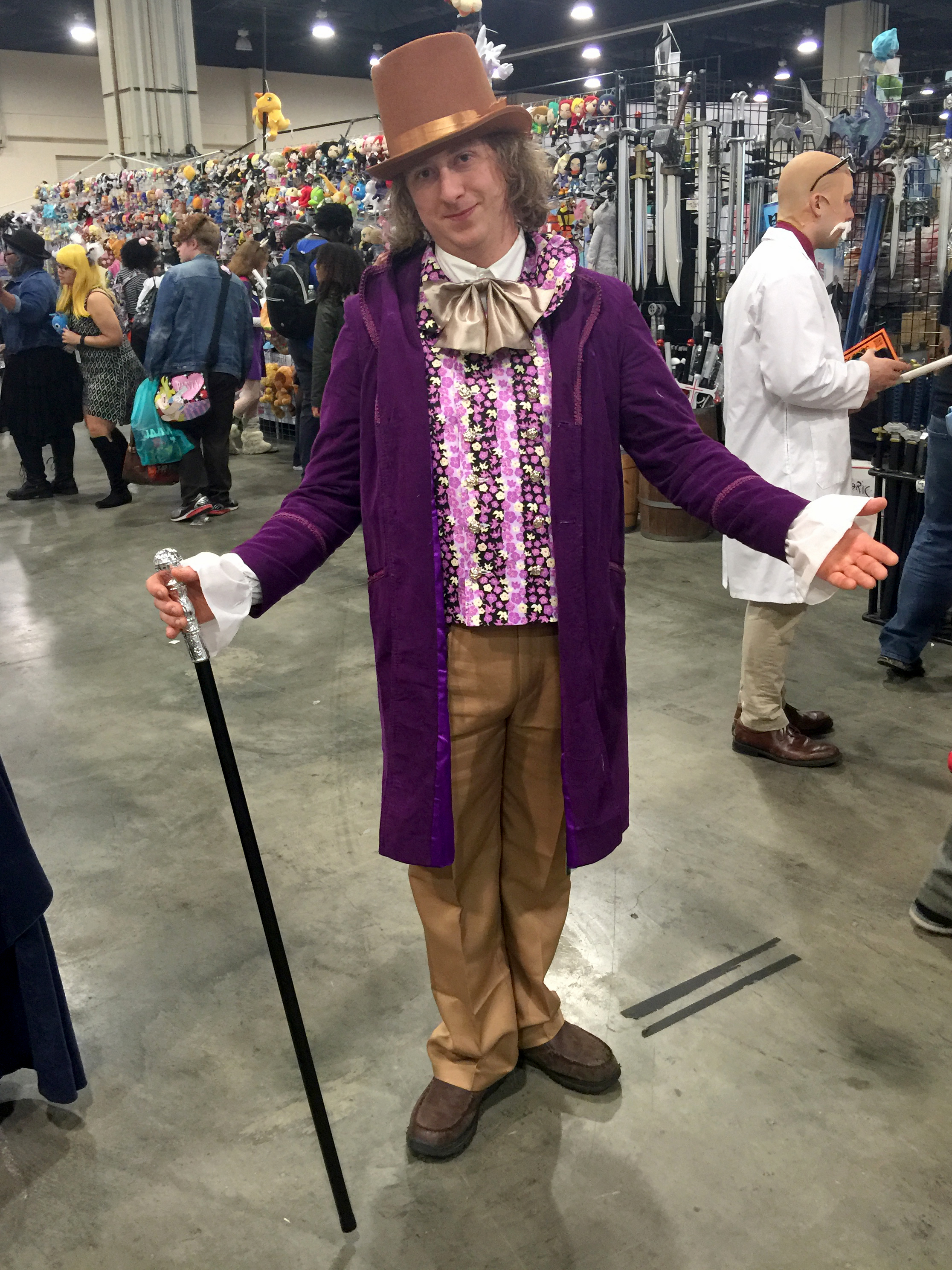
Cosplay de la versión de Willy Wonka en la película Willy Wonka & the Chocolate Factory en la convención Katsucon de 2017.

Willy Wonka es un personaje ficticio del escritor británico Roald Dahl, para sus libros infantiles Charlie y la fábrica de chocolate y Charlie y el gran ascensor de cristal. Le gustan tanto los dulces, que decide abrir la mejor fábrica de chocolate del mundo. En el cine lo interpretaron Gene Wilder en 1971, Johnny Depp en 2005 y Timothée Chalamet en 2023. Willy es el fundador de la empresa chocolatera Wonka.

## Biografía
Tanto el personaje original de la novela como el protagonista de Charlie y la fábrica de chocolate tenían un pasado oficial (además de que el abuelo Joe explica a Charlie). 
La versión de Tim Burton añade a la trama fragmentos de la infancia del chocolatero: Willy Wonka es el hijo de un dentista,  el Dr. Wilburg Wonka (interpretado por Christopher Lee). La obsesión del Dr. Wonka con la higiene dental le lleva a prohibir a su hijo comer chocolate o algún otro dulce solo para eliminar la más mínima posibilidad que su hijo llegase a tener caries. De este modo, el pequeño Willy Wonka padece una traumática infancia durante la cual es también forzado por su padre a llevar un aparato en los dientes a pesar de no padecer de ningún trastorno o enfermedad odontológica que lo justificase. Finalmente, Willy logra probar chocolate y comienza a pensar en cómo mejorarlo. Siendo todavía un niño, Willy finalmente rompe su relación con su padre al anunciarle su intención de huir de casa y convertirse en fabricante de dulces, dando lugar a que desde entonces su padre se rehúse a tener cualquier contacto con él. Cuando llega a edad adulta, Wonka abre una tienda de dulces —de la que el abuelo Joe era empleado—. 
Muchos críticos de cine, especialmente del New York Times, opinan que esta subtrama de la infancia de Wonka es demasiado freudiana e innecesaria, y que se aleja de la trama original de la novela de Dahl.

### Madurez
Willy Wonka es un poco pervertido, está distanciado de la gente y oculta su rostro tras unas enormes gafas (en la versión de Tim Burton). Demostrado vendedor, alcanzó la fama mundial al desarrollar productos imposibles: helados que no se derriten, caramelos que no pierden el sabor... Sus dulces se volvieron tan populares y demandados que Wonka tuvo que abrir su propia fábrica, desde donde suministraba a todo el mundo.
El príncipe Pondicherry le pidió que le construyera un palacio enteramente de chocolate, a lo que Willy accedió viajando y concediendo su deseo. Todo fue construido de chocolate: los muebles, los adornos, incluso el agua que corría en las tuberías del palacio, eran de chocolate derretido. Al terminar, Wonka le advirtió al príncipe que lo mejor era que comenzara a comérselo inmediatamente, ya que al llegar un día de mucho calor el palacio se derretiría; pero el príncipe desestimó la advertencia de Wonka e intentó habitar el palacio, hasta que ocurrió lo predicho por él.
El príncipe intentó encargar otro palacio idéntico al Sr. Wonka. Sin embargo, otros chocolateros llamados Slugworth y Fickelgruber envidiosos del éxito de Willy Wonka, enviaron espías para robarle sus recetas secretas. Debido a esto, Wonka estuvo al borde de la ruina, por lo que despidió a toda la plantilla y cerró la fábrica para siempre. Esto hizo  que desconfiara para siempre de los seres humanos, pues habían intentado quitarle lo que más adoraba. 
Willy salió de viaje en busca de nuevos sabores y terminó en Loompalandia. Es un misterio la ubicación exacta y se desconoce cómo llegó hasta esa tierra, pero ahí fue donde encontró a los Oompa Loompas —miembros de una tribu de Loompalandia, obsesionados con el cacao—, haciendo un trato con ellos los llevó hasta su fábrica donde se convirtieron en fieles trabajadores con lo que consiguió poner la fábrica en marcha nuevamente y con esto seguir con su sueño.
Cuando Willy Wonka empieza a sentirse mayor, se da cuenta de que necesita un heredero y organiza una lotería para encontrarlo. Distribuye al azar cinco billetes dorados entre sus barras de chocolate prometiendo una visita guiada por la fábrica y un suministro vitalicio de chocolate para los cinco afortunados. Cinco niños encuentran los billetes, entre ellos Charlie Bucket, y obtienen la visita por la peculiar fábrica.
Willy Wonka les puso "trampas" que debían superar y así demostrar que serían dignos de ser herederos del imperio Wonka. En esta selección al "azar" que deja mucho que desear, pues si se pone atención se nota que cada niño tiene algún atributo del mismo Wonka. Mike Teavee (genio), Veruca Salt (conseguir lo que siempre quiere), Violet Beauregarde (competitividad), Augustus Gloop (pasión por el chocolate) y el mismísimo Charlie Bucket (el niño que llevamos dentro).
Como el Sr. Wonka ya sospechaba desde un principio, todos los niños menos Charlie resultan ser un perfecto desastre por insensatos (Augustus), compulsivos (Violet), malcriados (Veruca) e incluso fantasiosos (Mike), y debido a su evidente mal comportamiento van metiéndose en problemas, de los cuales salen perdiendo a medida que la visita avanza. Cuando ya solo quedaba Charlie, le confiesa su verdadera intención, la de regalarle su fábrica por completo, puesto que prefiere dejarle el cargo a un niño en vez de a un adulto que cuestione sus peculiares métodos.
Para ser el propietario de la Fábrica, Charlie debe abandonar a toda su familia e irse a vivir a la fábrica de Willy Wonka. En la película de 2005, Charlie acepta el trato pero con dos condiciones, que Willy visite su padre y que su familia viva con él en la fábrica, ya que, al principio, el Sr. Wonka no quería a la familia de Charlie en la fábrica, pero termina cediendo. En la película de 1971, Charlie ni siquiera se lo tiene que preguntar, ya que Willy Wonka le dice inmediatamente que sus parientes son bienvenidos.

## Filmografía
| Año  | Película                              | Director   | Actor             |
| ---- | ------------------------------------- | ---------- | ----------------- |
| 1971 | Willy Wonka y la fábrica de chocolate | Mel Stuart | Gene Wilder       |
| 2005 | Charlie y la fábrica de chocolate     | Tim Burton | Johnny Depp       |
| 2023 | Wonka                                 | Paul King  | Timothée Chalamet |